# الرجل الذي باع العالم
الرجل الذي باع العالم هو فيلم مغربي من إخراج الأخوين سهيل نوري وعماد نوري سنة 2009، وبطولة كل من سعيد باي، أودري مارناي، فهد بنشمسي، لطيفة أحرار، حسن مضياف، وآخرون.
وتدور أحداث الفيلم في منطقة مزقتها الحرب، ويقدم ترجمة معاصرة للرواية الكلاسيكية الشهيرة «قلب ضعيف» للكاتب دوستويفسكي، التي تروي حكاية رحلة قام بها شاب ترك بيئته الهادئة والجميلة، لينتقل إلى دوامة من الكوابيس، التي تصل به إلى الجنون.

## القصة
تدور أحداث الفيلم في تاريخ مجهول بمدينة مجهولة وبلد مجهول، مزقته الحرب وتحمل بعض شخوصه الأحرف الأولى من الأسماء فقط، إيغالا في الغموض والتشويق.
فـ«إكس» و«ناي» شابان زميلان في العمل ويتقاسمان المسكن نفسه، تربط بينهما علاقة صداقة قوية جدا، ويتلخص عملهما في نسخ وثائق إدارية بأحد المرافق الوزارية.
وعلى بعد أيام من السنة الجديدة، يكشف «إكس»، الذي يحيل على شخص مجهول الهوية، ويعاني إعاقة في رجله، لـ«ناي» عشقه لـ«ميمي»، التي تبادله المشاعر ذاتها.
ورغم أن «إكس»، الذي يؤدي دوره سعيد باي، ابتسمت له الدنيا بحب سعيد وزواج مرتقب، وحياة رغيدة طويلة لا يعكر صفوها شيء، إلا أنه يعجز عن تقبل ما ينتظره من مستقبل واعد ويبدأ بالانحدار في دوامة من الكوابيس، التي تجره إلى الجنون بالتدريج.